# Войслав (Опольське воєводство)
Войслав (пол. Wojsław, нім. Woisselsdorf) — село в Польщі, у гміні Ґродкув Бжезького повіту Опольського воєводства.
Населення — 326 осіб (2011).

## Демографія
Демографічна структура станом на 31 березня 2011 року:
|          | Загалом | Допрацездатний вік | Працездатний вік | Постпрацездатний вік |
| -------- | ------- | ------------------ | ---------------- | -------------------- |
| Чоловіки | 170     | 40                 | 113              | 17                   |
| Жінки    | 156     | 25                 | 90               | 41                   |
| Разом    | 326     | 65                 | 203              | 58                   |